# Scotlandite
La scotlandite è un minerale.